# Acaroceras galapagoensis
Acaroceras galapagoensis är en kvalsterart som beskrevs av Schatz och Palacios-Vargas 1999. Acaroceras galapagoensis ingår i släktet Acaroceras och familjen Microzetidae. Inga underarter finns listade i Catalogue of Life.